# Bahnstrecke Cremona–Iseo
| Ehemalige Trasse bei Soresina |                      |                                        |                                  |
| |                      |                                        |                                  |
| Kursbuchstrecke (IT): | 409                  |                                        |                                  |
| Streckenlänge: | 66 km                |                                        |                                  |
| Spurweite: | 1435 mm (Normalspur) |                                        |                                  |
| Streckenklasse: | C2                   |                                        |                                  |
| Streckengeschwindigkeit: | 60 km/h              |                                        |                                  |
| |                      |                                        |                                  |
| \| \| \| Verbindungsgleis zu den FS \| \| \| \| 23,831 \| Cremona Porta Milano \| Cremona Porta Milano \| \| \| 19,600 \| Cava Tigozzi-Spinadesco \| Cava Tigozzi-Spinadesco \| \| \| \| FS-Bahnstrecke Pavia–Cremona \| \| \| \| 15,400 \| Sesto Cremonese \| Sesto Cremonese \| \| \| 13,500 \| Fengo \| Fengo \| \| \| 10,800 \| Grumello Cremonese \| Grumello Cremonese \| \| \| 7,900 \| Farfengo \| Farfengo \| \| \| 5,700 \| Annicco \| Annicco \| \| \| \| FS-Bahnstrecke Treviglio–Cremona \| \| \| \| 0,000 40,579 \| Soresina Übergang zu den FS \| Soresina Übergang zu den FS \| \| \| 38,600 \| Soresina Fermata \| Soresina Fermata \| \| \| 34,000 \| Genivolta \| Genivolta \| \| \| 29,000 \| Villacampagna \| Villacampagna \| \| \| 26,756 \| Soncino \| Soncino \| \| \| \| Oglio \| \| \| \| 21,000 \| Orzinuovi \| Orzinuovi \| \| \| 18,000 \| Orzivecchi \| Orzivecchi \| \| \| 15,000 \| Pompiano \| Pompiano \| \| \| 13,000 \| Corzano \| Corzano \| \| \| 10,000 \| Trenzano-Cossirano \| Trenzano-Cossirano \| \| \| 6,000 \| Castrezzato \| Castrezzato \| \| \| 3,000 \| San Giuseppe-Duomo \| San Giuseppe-Duomo \| \| \| \| FS-Bahnstrecke Milano–Venezia \| \| \| \| \| Verbindungskurve von den FS \| \| \| \| 0,000 5,570 \| Rovato Borgo \| Rovato Borgo \| \| \| 4,194 \| Rovato Città \| Rovato Città \| \| \| 2,114 \| Cazzago \| Cazzago \| \| \| \| Strecke von Brescia \| \| \| \| 0,000 9,200 \| Bornato-Calino \| Bornato-Calino \| \| \| \| (siehe Bahnstrecke Brescia–Iseo–Edolo) \| \| \| \| 0,000 \| Iseo \| Iseo \| \| \| \| Strecke nach Edolo \| \| |                      |                                        |                                  |
| Strecke (außer Betrieb) |                      | Verbindungsgleis zu den FS             | Verbindungsgleis zu den FS       |
| Bahnhof (Strecke außer Betrieb) | 23,831               | Cremona Porta Milano                   | Cremona Porta Milano             |
| Bahnhof (Strecke außer Betrieb) | 19,600               | Cava Tigozzi-Spinadesco                | Cava Tigozzi-Spinadesco          |
| Kreuzung geradeaus unten (Strecke geradeaus außer Betrieb) |                      | FS-Bahnstrecke Pavia–Cremona           | FS-Bahnstrecke Pavia–Cremona     |
| Bahnhof (Strecke außer Betrieb) | 15,400               | Sesto Cremonese                        | Sesto Cremonese                  |
| Bahnhof (Strecke außer Betrieb) | 13,500               | Fengo                                  | Fengo                            |
| Bahnhof (Strecke außer Betrieb) | 10,800               | Grumello Cremonese                     | Grumello Cremonese               |
| Bahnhof (Strecke außer Betrieb) | 7,900                | Farfengo                               | Farfengo                         |
| Bahnhof (Strecke außer Betrieb) | 5,700                | Annicco                                | Annicco                          |
| Kreuzung geradeaus unten (Strecke geradeaus außer Betrieb) |                      | FS-Bahnstrecke Treviglio–Cremona       | FS-Bahnstrecke Treviglio–Cremona |
| Abzweig nach links und von links (Strecke außer Betrieb) · Kopfbahnhof Streckenende und quer (Strecke außer Betrieb) | 0,000 40,579         | Soresina Übergang zu den FS            | Soresina Übergang zu den FS      |
| Haltepunkt / Haltestelle (Strecke außer Betrieb) | 38,600               | Soresina Fermata                       | Soresina Fermata                 |
| Bahnhof (Strecke außer Betrieb) | 34,000               | Genivolta                              | Genivolta                        |
| Bahnhof (Strecke außer Betrieb) | 29,000               | Villacampagna                          | Villacampagna                    |
| Bahnhof (Strecke außer Betrieb) | 26,756               | Soncino                                | Soncino                          |
| Brücke über Wasserlauf (Strecke außer Betrieb) |                      | Oglio                                  | Oglio                            |
| Bahnhof (Strecke außer Betrieb) | 21,000               | Orzinuovi                              | Orzinuovi                        |
| Bahnhof (Strecke außer Betrieb) | 18,000               | Orzivecchi                             | Orzivecchi                       |
| Bahnhof (Strecke außer Betrieb) | 15,000               | Pompiano                               | Pompiano                         |
| Bahnhof (Strecke außer Betrieb) | 13,000               | Corzano                                | Corzano                          |
| Bahnhof (Strecke außer Betrieb) | 10,000               | Trenzano-Cossirano                     | Trenzano-Cossirano               |
| Bahnhof (Strecke außer Betrieb) | 6,000                | Castrezzato                            | Castrezzato                      |
| Haltepunkt / Haltestelle (Strecke außer Betrieb) | 3,000                | San Giuseppe-Duomo                     | San Giuseppe-Duomo               |
| Kreuzung geradeaus unten (Strecke geradeaus außer Betrieb) · Abzweig quer |                      | FS-Bahnstrecke Milano–Venezia          | FS-Bahnstrecke Milano–Venezia    |
| Abzweig geradeaus und von halblinks |                      | Verbindungskurve von den FS            | Verbindungskurve von den FS      |
| Bahnhof | 0,000 5,570          | Rovato Borgo                           | Rovato Borgo                     |
| Haltepunkt / Haltestelle | 4,194                | Rovato Città                           | Rovato Città                     |
| Haltepunkt / Haltestelle | 2,114                | Cazzago                                | Cazzago                          |
| Abzweig geradeaus und von rechts |                      | Strecke von Brescia                    | Strecke von Brescia              |
| Bahnhof | 0,000 9,200          | Bornato-Calino                         | Bornato-Calino                   |
| |                      | (siehe Bahnstrecke Brescia–Iseo–Edolo) |                                  |
| Bahnhof | 0,000                | Iseo                                   | Iseo                             |
| Strecke |                      | Strecke nach Edolo                     | Strecke nach Edolo               |

Die Bahnstrecke Cremona–Soresina–Soncino–Rovato–Bornato–Iseo ist eine normalspurige Bahnstrecke in Italien, die von der Società Nazionale Ferrovie e Tramvie (SNFT) betrieben wurde. Die Strecke verband vier andere Bahnstrecken. Die Strecke ist zum größten Teil eingestellt und abgebaut. Das Teilstück Rovato–Bornato–Iseo wurde 2009 reaktiviert.

## Geschichte
Die Strecke wurde zwischen 1911 und 1932 in mehreren Teilabschnitten eröffnet.
Der erste Abschnitt verbindet Rovato an der Hauptbahn Mailand–Venedig mit Iseo. Vor Iseo, bei Bornato, mündet diese Teilstrecke in die SNFT-Strecke Brescia–Edolo, die in diesem Bereich schon 1885 eröffnet wurde.
Dann folgte die Eröffnung der Stichbahn von Soresina an der Strecke Treviglio–Cremona nach Soncino. Später wurde die Verbindungsbahn vom Eisenbahnknoten Cremona nach Soresina ergänzt. Durch die Verlängerung der Stichbahn nach Soncino bis Rovato war die Strecke durchgehend befahrbar.
| Strecke               | Datum             |
| --------------------- | ----------------- |
| Rovato–Bornato(–Iseo) | 3. September 1911 |
| Soresina–Soncino      | 24. November 1914 |
| Cremona–Soresina      | 2. Januar 1926    |
| Soncino–Rovato        | 28. Oktober 1932  |

Im Zweiten Weltkrieg wurde der Ogliobrücke bei Soncino gesprengt. 1950 wurde sie wiedereröffnet.
Der Abschnitt Cremona–Soresina–Soncino–Rovato wurde 1956 wegen finanzieller Problemen der SNFT stillgelegt und abgebaut. 1975 wurde der verbliebene Personenverkehr von Rovato nach Bornato und Iseo eingestellt. Dieses Teilstück wurde 2009 reaktiviert. Ab dem 9. Dezember 2018 wurde der Dienst eingestellt und durch einen Bus ersetzt.